# Megaselia anthracina
Megaselia anthracina är en tvåvingeart som beskrevs av Borgmeier 1962. Megaselia anthracina ingår i släktet Megaselia och familjen puckelflugor. Inga underarter finns listade i Catalogue of Life.